# Grzegorz Rosoliński
Gregorz Rosoliński (Nowa Ruda, 21 mei 1972) is een Poolse wielrenner. Rosoliński maakte zijn debuut bij de professionals in 1996. Zijn eerste overwinning was ook direct de grootste: de tweede etappe in de Ronde van Nedersaksen, in 1997.

## Belangrijkste overwinningen
1990
- Wereldkampioenschap op de weg, ploegentijdrit (75 km)

1995
- Pools kampioenschap, op de weg

1997
- Pools kampioenschap, op de weg
- 2e etappe Niedersachsen Rundfahrt

2000
- Eindklassement Małopolski Wyścig Górski

2003
- 4e etappe Baltyk-Karkonosze-Tour